# Adium
Adiumは、macOSで動作する自由なインスタントメッセンジャーであり、libezv (Bonjour)、MGTwitterEngine (Twitter)、libpurple（他の全プロトコル）といったライブラリを使って各種プロトコルをサポートしている。macOSのCocoa (API) APIを使って書かれており、GNU General Public Licenseでライセンスされている。ただしAdiumに付属している各コンポーネントのライセンスは様々である。

## 歴史
最初の "Adium 1.0" は2001年9月にリリースされた。これは当時大学生だったAdam Iserが開発したもので、AIMだけをサポートしていた。その後のバージョン番号の付け方は少し変わっている。Adium 1.0に対するアップグレードがいくつかあり、最終的にはAdium 1.6.2cとなった。
この時点でAdiumチームはマルチプロトコル対応を実現するため、完全な書き換えを開始した。Pidgin（当時はGaim）のlibpurple（当時はlibgaim）ライブラリが実装され、AIM以外のIMプロトコルをサポートするようになった。その後、AdiumチームはGUIの改善に注力するようになった。Adiumチームはこれらの修正をしたバージョンを Adium 2.0 としてリリースする予定だった。しかし、実際には "Adium X" と改名した上で、バージョン0.50とし、「1.0の半分ぐらいの完成度」ということを表した。
インテルベースのMacで動作するよう Universal Binaryでコンパイルされた最初のバージョンはAdium X 0.88だった。Adium X 0.89.1までリリースすると、今度は名前を再びAdiumに戻し、2007年2月2日にAdium 1.0がリリースされた。その後も頻繁にバージョンアップを繰り返している。
AppleはXcodeによるAdiumのビルドをベンチマークに使い、Macの性能比較を行っている。

## プロトコル
Adiumは以下のようなプロトコルをサポートしている。
- OSCAR - AIM、MobileMe、ICQ
- XMPP (Jabber) - Google Talk、LiveJournal
- Windows Live メッセンジャー
- Yahoo! MessengerとYahoo!メッセンジャー
- Bonjour
- MySpaceIM
- Gadu-Gadu
- GroupWise
- Lotus Sametime
- Facebookのチャット
- MeBeam （pluginが必要）
- Tlen （pluginが必要）
- Xfire （XBlaze pluginが必要）
- Skype （pluginが必要）
- IRC （β版のみ）
- Twitter （β版のみ）
- NateOn （pluginが必要）
- StudiVZ-Plauderkasten via Nimbuzz （pluginが必要）

## プラグインとカスタマイズ
Adiumはプラグインアーキテクチャを採用している。基本的な機能の多くがプラグインとして提供されている。例えば、ファイル転送、Growlサポート、Sparkleサポート、Off-the-Record Messagingライブラリなどがある。
Adiumはまた、高度なカスタマイズが可能で、開発者が "Xtras" と呼ぶリソースを使ってカスタマイズする。サードパーティーのXtrasは数百あり、顔文字の見た目、Dockアイコン、コンタクトリストのスタイル、メッセージのスタイルなどを変更できる。また、サウンドセットも複数用意されている。イベントをトリガーとした自動的な動作の変更にはAppleScriptが使える。